# Bardoc
Bardoc is een spookdorp in de regio Goldfields-Esperance in West-Australië.

## Geschiedenis
Ten tijde van de Europese kolonisatie leefden de Maduwongga Aborigines in de streek.
Bardoc ligt aan de noordrand van het 'Broad Arrow'-goudveld. Van de late jaren 1890 tot in de jaren 1900 waren er verscheidene goudmijnen actief. Later waren er nog sporadisch goudmijnen actief. Eind 1894 ontstond er een tentenkamp in Bardoc. In 1895 werd er een winkel en waterdepot geopend.
In 1896 werd Bardoc officieel gesticht. Het werd naar een nabijgelegen heuvel vernoemd. De betekenis van de naam, Aborigines van oorsprong, staat niet met zekerheid vast maar 'bar-dook' of 'barduk' betekent in sommige Aboriginesdialecten "nabij" of "dichtbij".
Er waren vier hotels actief in Bardoc in 1896. Dat jaar bereikte een telegraaflijn het plaatsje. Er werd een politiekantoor, een postkantoor en een private school geopend. In 1897 opende een publieke school. Dat jaar werd ook begonnen met de aanleg van een spoorweg van Kalgoorlie naar Menzies. In november 1897 bereikte de spoorweg Bardoc en tegen december reden er treinen tot Menzies.
In 1898 woonden er 206 mensen in Bardoc, 170 mannen en 36 vrouwen.
In februari 1948 overstroomde Bardoc na hevige regenval.

## 21e eeuw
Bardoc maakt deel uit van het lokale bestuursgebied (LGA) City of Kalgoorlie-Boulder. Ook in de 21e eeuw wordt in de omgeving nog sporadisch goud gedolven. In 2003 ontwikkelde het bedrijf Placer de Leilani-goudmijn.
Het nationaal park Goongarrie ligt enkele tientallen kilometers ten noorden van Bardoc.

## Transport
Bardoc ligt langs de Goldfields Highway, 643 kilometer ten oostnoordoosten van de West-Australische hoofdstad Perth, 80 kilometer ten zuiden van Menzies en 48 kilometer ten noordnoordwesten van Kalgoorlie, de hoofdplaats van het lokale bestuursgebied waarvan het deel uitmaakt.
De spoorweg die langs Bardoc loopt maakt deel uit van het goederenspoorwegnetwerk van Arc Infrastructure.

## Klimaat
Bardoc kent een warm steppeklimaat, BSh volgens de klimaatclassificatie van Köppen.